# Tenshin Shōden Katori Shintō-ryū
Tenshin Shōden Katori Shintō-ryū (天真正伝香取神道流), que transliterado significa "El verdadero método de enseñanza desde el cielo de la Escuela sintoísta de Katori".

Es una antigua escuela tradicional de arte marcial japonés o Koryū Bujutsu. Fundada por Iizasa Ienao (飯篠 長威斎 家直 / Iizasa Chōi-sai Ienao, 1387-1488) en el pueblo de Iizasa (actualmente Takomachi, en la prefectura de Chiba), quien vivía cerca del santuario sintoísta Katori. La escuela a sí misma se data del año 1447, sin embargo el año 1480 parece ser históricamente más exacto.
Popularizada en occidente por la dedicación y los artículos de Donn F. Draeger (1922-1982).
Está considerada por el gobierno japonés como la más distinguida de todas las tradiciones marciales japonesas. Desde el año 1960, la escuela posee la distinción de Tesoro Cultural Intangible de Japón (Mukei Bunkazai).

## Currícula[1]
- Kenjutsu: Técnicas de sable.
- Iaijutsu: Técnicas de desenvaine y corte con rapidez.
- Bōjutsu: Técnicas con palo largo.
- Naginatajutsu: Técnicas con alabarda.
- Sōjutsu: Técnicas con lanza.
- Jiu-jitsu: Técnicas de combate sin armas.
- Shurikenjutsu: Técnicas de lanzamiento de objetos punzantes.
- Ninjutsu: Espionaje.
- Chikujojutsu: Técnicas de construcción de fortalezas.
- Gunbaiho: Tácticas y estrategias.
- In-yo kigaku: Aspectos filosóficos y místicos.

En realidad es una escuela de formación marcial, es decir que enseña otros aspectos además de los aplicados al entrenamiento para el combate.

## Membresía
Históricamente se aplicaron estrictas limitaciones para acceder a la formación, como se detallan en las reglas del Dōjō Shinbukan:
1. Nyūmon (入門) (admisión) está permitida sólo para aquellos dispuestos a hacer keppan (血判 / Juramento de sangre) y pagar nyūmon-ryo (el cargo de inscripción a la Escuela);
2. Personas de nacionalidad extranjera interesadas en unirse deben residir en Japón;
3. Al dejar Japón, no se permite ejercer la enseñanza de ninguna manera;
4. No se aceptarán personas que practiquen otras artes marciales.

Sin embargo, con los años, estas reglas se fueron flexibilizando consiguiendo un crecimiento en el número de miembros. También se le permitió a algunos extranjeros representar a la escuela en el mundo (enseñando en varios países europeos, Rusia, y Sudamérica).

### Keppan
Originalmente, antes de iniciar el entrenamiento, todo interesado debía confirmar su fidelidad hacia la Escuela haciendo Keppan. Actualmente se empieza el estudio y entrenamiento sin keppan, aunque sí se exige al pasar cierto tiempo o alcanzar cierto nivel.
Consiste en una serie de compromisos (kisho or kishomon):
 — Convirtiéndome en miembro de la Tenshin Shōden Katori Shintō-ryū que fue transmitida por la Gran Deidad del Santuario Katori Shrine, yo me comprometo a:
- No tendré la impertinencia de discutir o demostrar detalles de la Escuela quienes sean o no miembros, incluso con familiares;
- No tendré altercados o malversaré el Arte contra otros;
- Nunca haré apuestas o frecuentaré lugares de dudosa reputación
- No cruzaré espadas con ningún seguidor de otra arte marcial sin autorización

Por lo tanto me comprometo firmemente a adherir a cada uno de los articulos de arriba. Si quebrara cualquiera de estos articulos asumiré el castigo de Gran Deidad de Katori y la Gran Deidad Marishiten. Por lo tanto juro solemnemente y pongo mi sangre para sellar este juramente con las Grandes Deidades.

Que se firma con su propia sangre (de un corte que puede ser de un dedo o del brazo).

## El Tenshin Shōden Katori Shintō-ryū hoy
Actualmente, el sōke es Yasusada Iizasa (飯篠 修理亮 快貞 / Iizasa Shūri-no-suke Yasusada), descendiente no directo del fundador por 20.ª generación. Quien no ejerce como instructor y este rol de instructor-jefe es asumido por el (shihan) Risuke Ōtake (大竹利典 / Ōtake Risuke, nacido 1926). En Katori como en varios estilos de Japón, el Soke debe ser integrante de la familia fundadora, entrene este o no. 
La Escuela con la supervisión del Shihan Otake es practicada en diversos países del mundo, con respectivos representantes nacionales/regionales (shidosha):
- Alemania (Múnich), Kevin Russ
- Argentina (La Plata), Mario Lorenzo
- Bélgica (Antwerp), Hugo Chauveau
- España (Badajoz), Francisco Comeron
- España (Madrid), Jacobo Rodríguez
- Estados Unidos (Lincoln NE), Stephen Foster
- Estados Unidos (Denver CO), William Quan
- Estados Unidos (Seattle), Phil Relnick
- Estados Unidos (Seattle), Kevin Lam
- Finlanddia (Jyväskylä), Kai Koskinen
- Francia (Bourgogne), Christian Oddoux
- Francia (París), Marie Jamain
- Grecia (Atenas), Panos Agrios
- Italia (Trieste), Luisa Raini
- Países Bajos (Ámsterdam), Marcel Breedveld
- Países Bajos (The Hague), Remco Kant
- Países Bajos (Róterdam), Robbert Jan Schriks
- Reino Unido (Irlanda del Norte), Jeff Morrow
- Reino Unido (Londres), Allan Gill
- Reino Unido (Derbyshire), Adam Lancashire
- Rusia (Moscú), Stanislav Loukianov
- Singapur (Singapur), Peter Ong
- Sudáfrica (Durban), Charles Louw
- Sudáfrica (Durban) Archivado el 7 de septiembre de 2022 en Wayback Machine., Neal Crankshaw
- Vietnam (Ho Chi Min), Malte Stokhof

### Maestros
- Sōke Yasusada Iizasa
- Shihan Ōtake Nobutoshi
- Shihan Kyoso Shigetoshi

## Documentales
- Presentación de Kobudo por Tenshin Shōden Katori Shintō-ryū Shinbukan Dojo en México, Embajada del Japón en México, 17/11/2020
- BBC Documentary, The Way of the Warrior, BBC, 29/6/1983
- John Wate, Le katana, sabre de samouraï, Arte Doc, 2005
- Nihon No Ken Jutsu, Gakken, 30/01/2008, (ISBN 4-05-605068-6)

- Datos: Q112025
- Multimedia: Tenshin Shōden Katori Shintō-ryū / Q112025